# Pieve di Bruzzano
La pieve di Bruzzano (in latino: Plebis Brutianensis) era il nome di un'antica pieve dell'arcidiocesi di Milano e del Ducato di Milano con capoluogo Bruzzano.
La patrona della chiesa prepositurale di Bruzzano era la Beata Vergine Assunta, ancora oggi festeggiata il 15 agosto.

## Storia
Le prime notizie circa la fondazione di una pieve nel territorio di Bruzzano, risalgono all'XI secolo e più precisamente si fa riferimento ad un documento del 1011 che per la prima volta cita la chiesa di Santa Maria di Bruzzano. Il capoluogo costituiva il primo punto di posta sulla strada di Dergano, come era chiamata nel medioevo l’attuale strada Comasina e antica via Regina.
Si ha ragione di credere che l'unità plebana fosse già all'epoca stata costituita in quanto alla fine del XIII secolo, Goffredo da Bussero autore del "Liber notitiae sanctorum mediolani" attribuiva alle dipendenze di questa parrocchia già 23 tra chiese e cappelle. Sappiamo invece che il primo collegio della canonica venne costituito verso il XII secolo e che esso annoverava un prevosto accompagnato da sei canonici.
Col primo Rinascimento la pieve assunse anche una funzione amministrativa civile come ripartizione locale della Provincia del Ducato di Milano, al fine di ripartire i carichi fiscali e provvedere all'amministrazione della giustizia. Dal punto di vista civile, fu nell'anno 1797 che la pieve amministrativa venne soppressa in seguito all'invasione di Napoleone e alla conseguente introduzione di nuovi ma effimeri distretti.
Tra il XVI e il XVIII secolo la pieve ecclesiastica di Bruzzano andò in decadenza: vi si trovava un solo canonico oltre al prevosto anche se non diminuiva la cura d'anime affidatale. Nel Cinquecento era divenuta sede di un vicariato, ma fu inevitabile la sua soppressione con decreto arcivescovile a firma Alfredo Ildefonso Schuster del 15 febbraio 1930, quando venne definitivamente cancellata e le sue parrocchie vennero annesse direttamente alla curia milanese in quanto molti dei comuni che costituivano l'antica pieve erano stati completamente inglobati nel tessuto urbano di Milano: tra questi Affori, Crescenzago, Dergano, Niguarda e Precotto. Il suo antico territorio comprendeva 14 parrocchie su un'area di 17,83 km² con una popolazione di 152.483 abitanti nel 1972, mentre oggi, coprendo buona parte dei municipi 2 e 9 di Milano oltre ai comuni di Cormano e Bresso, supera ampiamente le 300.000 persone. La Bicocca era stata fornita di una propria parrocchia dal 1931 e Gorla dal 1936.

## Territorio
Nella seconda metà del XVIII secolo, dopo l'annessione di Cimiano a Crescenzago e di Greco a Segnano, il territorio della pieve era così suddiviso:
| Pieve civile                         | Pieve ecclesiastica                                  |
| Comune di Bruzzano                   | Parrocchia prepositurale della Beata Vergine Assunta |
| Comune di Affori                     | Parrocchia di Santa Giustina                         |
| Comune di Bresso                     | Parrocchia dei Santi Nazaro e Celso                  |
| Comune di Brusuglio                  | Parrocchia di San Vincenzo diacono e martire         |
| Comune di Cormano                    | Parrocchia del Santissimo Salvatore                  |
| Comune di Crescenzago                | Parrocchia di Santa Maria Rossa                      |
| Comune di Dergano                    | Parrocchia di San Nicola vescovo                     |
| Comune di Niguarda Comune di Bicocca | Parrocchia di San Martino                            |
| Comune di Precentenaro               | Parrocchia di San Dionigi                            |
| Comune di Precotto                   | Parrocchia di San Michele arcangelo                  |
| Comune di Segnano                    | Parrocchia di San Martino                            |
| Comune di Turro Comune di Gorla      | Parrocchia di Santa Maria Assunta                    |